# 变身男女 (电影)
《变身男女》（英語：If I Were You），2012年1月26日中国大陆上映的爱情电影，由浙江绍兴新锐传媒出品，福建恒业和上海炫映联合发行，时光电影宣传工作室负责宣传。该片改编自作家籽月的小说《变身男女》。

## 剧情
發明家(午馬飾)失戀了8次，也離了8次婚，但一直不懂女人。所以發明了一種靈魂調換機。單民(林志穎飾)和小艾(姚笛飾)本是互不相識的陌生人，但在一次陰差陽錯之下，兩人接觸到靈魂調換機。單民的靈魂到了小艾的肉體，小艾的靈魂則到了單民的肉體。
兩人為了靈魂回去自己的肉體，用盡所有方法，但都不成功。一次，兩人遇到發明家，發明家認為，只要兩人相愛，靈魂便可以回去肉體。
單民和小艾的靈魂終於換回來，但兩人度過的日子中，似乎真的有了真愛，兩人便成了情侶。
一次，單民和小艾發生了關係，但小艾認為自己騙了單民，第二天清早，小艾便走了。
雖然單民立刻上前追回小艾，但小艾已經不知所踪......

## 主题
该片主要诠释在爱情中的男女应该“换位思考”的思想，主演林志颖称该片的真谛是：“我们看待爱情的角度是不一样的，但是唯一相同的是生活离不开爱的。两个人相爱其实更注重的是一个相处之道，思想、行为等元素产生摩擦时，需要的是换位思考寻求一个中点来解决”，“爱情，也是需要互相体谅。偶尔给爱情换一下水也是不错的选择”。

## 演员
| 姓名   | 角色   | 备注 |
| ------ | ------ | --- |
| 林志颖 | 单民   | 花心男人，热衷DJ和车震。一次和小艾的靈魂調換後，愛上了小艾。                                             |
| 姚笛   | 小艾   | 热辣女孩，爱情骗子。一直騙人只是想找個地方住，但在騙單民的過程中，似乎騙走了他的心，而自己也愛上了單民。 |
| 午马   | 发明家 | 可爱的老头。發明了靈魂調換機，令單民和小艾靈魂調換。                                                     |

## 评价
媒体称该片为：“首部性别喜剧”。